# Opogona phaeocrana
Opogona phaeocrana är en fjärilsart som beskrevs av Edward Meyrick 1914. Opogona phaeocrana ingår i släktet Opogona och familjen äkta malar.
Artens utbredningsområde är Malawi. Inga underarter finns listade i Catalogue of Life.